# Christopher Landon
Christopher Beau Landon (Los Angeles, 1975. február 27. –) amerikai filmrendező, producer és forgatókönyvíró.
Leginkább a horror és a horrorvígjáték műfajában ismert. Rendezőként a Burning Palms (2010) című szatirikus thrillerrel debütált. Forgatókönyvíróként jegyzi a Disturbia című thrillert és a Parajelenségek-horrorsorozat legtöbb részét. Ő írta és rendezte a Parajelenségek: A megjelöltek, a Cserkészkézikönyv zombiapokalipszis esetére, a Boldog halálnapot!, a Boldog halálnapot! 2., a Freaky és a Szellem van a házunkban című horror-vígjátékokat.

## Élete
Michael Landon színész és Lynn Noe fiaként született. A házasságukból született négy gyermek közül ő a legfiatalabb. Szülei 1980-ban váltak el, amikor négyéves volt. Tizenhat éves koráig édesapjával élt, amikor az hasnyálmirigyrákban elhunyt. Testvére Michael Landon Jr. színész, féltestvére pedig Jennifer Landon színésznő. Apai nagyapja zsidó volt, míg apai nagyanyja katolikus, apja zsidó neveltetésű.

## Magánélete
Landon 1999-ben vállalta fel, hogy meleg. Ezidáig csak a Még egy nap a paradicsomban forgatókönyvét írta meg, de nem tartott attól, hogy a coming-out esetleg árthat karrierlehetőségeinek. Elmondása szerint középiskolás korában a társai "buzeránsnak" nevezték. Keresztény édesanyja kezdetben nem volt hajlandó elfogadni fia szexualitását. Mostohaanyja, Cindy Clerico, apja következő felesége elmondta neki, hogy ő és Landon apja is sejtette, hogy a fiú meleg.

## Filmográfia
| Év        | Magyar cím                                  | Eredeti cím                           | Feladatkör | Feladatkör        | Feladatkör   | Megjegyzések                                      |
| Év        | Magyar cím                                  | Eredeti cím                           | Rendező    | Író               | Producer     | Megjegyzések                                      |
| --------- | ------------------------------------------- | ------------------------------------- | ---------- | ----------------- | ------------ | ------------------------------------------------- |
| 1998      | Még egy nap a paradicsomban                 | Another Day in Paradise               | Nem        | Igen              | Nem          |                                                   |
| 2000      |                                             | Boys Life 3                           | Nem        | Igen              | Igen         | "$30" című szegmens                               |
| 2007      | Vér és csokoládé                            | Blood & Chocolate                     | Nem        | Igen              | Nem          |                                                   |
| 2007      | Disturbia                                   | Disturbia                             | Nem        | Igen              | Nem          |                                                   |
| 2007–2009 | Édes, drága titkaink                        | Dirty Sexy Money                      | Nem        | Igen              | Tanácsadó    | - televíziós sorozat - forgatókönyvíró (2 epizód) |
| 2010      |                                             | Burning Palms                         | Igen       | Igen              | Igen         | rendezői debütálás                                |
| 2010      | Újabb parajelenségek                        | Paranormal Activity 2                 | Nem        | Igen              | Nem          |                                                   |
| 2011      | Parajelenségek 3.                           | Paranormal Activity 3                 | Nem        | Igen              | Társproducer |                                                   |
| 2012      | Parajelenségek 4.                           | Paranormal Activity 4                 | Nem        | Igen              | Vezető       |                                                   |
| 2014      | Parajelenségek: A megjelöltek               | Paranormal Activity: The Marked Ones  | Igen       | Igen              | Nem          |                                                   |
| 2015      | Cserkészkézikönyv zombiapokalipszis esetére | Scouts Guide to the Zombie Apocalypse | Igen       | Igen              | Nem          |                                                   |
| 2016      |                                             | Viral                                 | Nem        | Igen              | Nem          |                                                   |
| 2017      | Boldog halálnapot!                          | Happy Death Day                       | Igen       | Nincs feltüntetve | Nem          |                                                   |
| 2019      | Boldog halálnapot! 2.                       | Happy Death Day 2U                    | Igen       | Igen              | Nem          |                                                   |
| 2020      | Freaky                                      | Freaky                                | Igen       | Igen              | Nem          |                                                   |
| 2021      | Parajelenségek: Kapcsolódás                 | Paranormal Activity: Next of Kin      | Nem        | Igen              | Vezető       |                                                   |
| 2022      |                                             | My Best Friend's Exorcism             | Nem        | Nem               | Igen         |                                                   |
| 2023      | Szellem van a házunkban                     | We Have a Ghost                       | Igen       | Igen              | Vezető       |                                                   |
| 2024      | Idővágás                                    | Time Cut                              | Nem        | Nem               | Igen         |                                                   |

## Fordítás
- Ez a szócikk részben vagy egészben  a   Christopher Landon (filmmaker) című angol Wikipédia-szócikk fordításán alapul.  Az eredeti cikk szerkesztőit annak laptörténete sorolja fel. Ez a jelzés csupán a megfogalmazás eredetét és a szerzői jogokat jelzi, nem szolgál a cikkben szereplő információk forrásmegjelöléseként.